# Titularbistum Cotenna
Cotenna ist ein Titularbistum der römisch-katholischen Kirche. 
Es geht zurück auf ein untergegangenes Bistum der antiken Stadt Kotenna in der kleinasiatischen Landschaft Pamphylien, das der Kirchenprovinz Side angehörte.
| Titularbischöfe von Cotenna |                           |                                                  |                   |                   |
| Nr.                         | Name                      | Amt                                              | von               | bis               |
| 1                           | Odoric Simon Tcheng OFM   | Apostolischer Präfekt von Puchi (Republik China) | 24. Juni 1926     | 13. November 1928 |
| 2                           | Evarist Chang             | Apostolischer Vikar von Tsining (Republik China) | 8. Februar 1929   | 26. Mai 1932      |
| 3                           | Eugenio Artaraz Emaldi OP | Apostolischer Vikar von Bac Ninh (Vietnam)       | 14. Juni 1932     | 19. Dezember 1947 |
| 4                           | Francis Doyle Gleeson SJ  | Apostolischer Vikar von Alaska (USA)             | 8. Januar 1948    | 8. August 1962    |
| 5                           | John Joseph Dougherty     | Weihbischof in Newark (USA)                      | 17. November 1962 | 20. März 1986     |